# The BME Mixtape
The BME mixtape è il quarto mixtape del rapper statunitense Lil Jon, terzo in collaborazione con DJ Ideal, pubblicato il 10 aprile 2006.

## Tracce
1. Lil Jon – Intro
2. Bo Hagon – Money in the Hood (feat. Lil Scrappy)
3. Lil Jon – Interlude
4. Lil Jon – Snap Yo Fingers (feat. Sean P., E-40 e Pitbull)
5. Lil Scrappy – Introduces New Singles
6. Bo Hagon – You Ain't Know (feat. Lil Scrappy e Pitbull)
7. Lil Jon – Interlude
8. Bo Hagon – Pussy Niggaz (feat. E-40 e Lil Scrappy)
9. Lil Jon – Interlude
10. Big Sam – Watch Me Do It (feat. Trillville)
11. Lil Jon – Introduces Bohagon
12. Bo Hagon – Wuz Up (feat. Crime Mob, Fabo e Lil Jon)
13. Elephant Man – Checks In
14. Oobie – Pussy Control (feat. Elephant Man)
15. Lil Jon – Ain't Nobody Fuckin Wit Da "A" - Interlude
16. Bo Hagon – Fuck You
17. Pitbull – Bojangles
18. E-40 – Tell Me When to Go
19. Elephant Man – Spin Your Rag
20. Lil Jon – Check Me out on Myspace.com - myspace.com/Kingliljon
21. Trillville – Infiltrate
22. Chyna Whyte – Checks In
23. Chyna Whyte – Huh Brah (feat. Yo Gotti)
24. Chyna Whyte – Shake My World (feat. Lil Scrapp)
25. Crime Mobs – Rock Yo Hips (feat. Chyna Whyte)
26. E-40 – Been There, Done That (feat. Lil Jon)
27. Lil Jon – Outro
28. E-40 – I'm a Pimp (feat. Trillville)
29. Lil Jon – Get That New Akedemiks Gear
30. K-Rab – Do It, Do It (Pool Palace) (feat. Lil Jon)